# Dialakoro (Côte d'Ivoire)
Dialakoro est une localité du centre de la Côte d'Ivoire, et appartenant au département de Mankono, Région du Worodougou. La localité de Dialakoro est un chef-lieu de commune.